# Улаганський район
Улага́нський райо́н (рос. Улага́нский райо́н; алт. Улаган аймак) — район Республіки Алтай. Розташований в східній частині республіки і входить у високогірну зону. Це один з найвіддаленіших районів Республіки Алтай.
Територія — 18 367 км². Районний центр — село Улаган — засновано в 1765 році і знаходиться за 422 км від Горно-Алтайська.
В районі 11 населених пунктів, що входять до 7 сільських адміністрацій.

## Географічне положення
Улаганський район, знаходячись на сході і південному сході Республіки Алтай, на сході межує з Республікою Тива. Природною межею є Шапшальський хребет. На півдні Улаганський район межує з Кош-Агацьким районом, і межа проходить по хребтах Чихаєва і Курайському; а на заході — з Онгудайським районом по Сумультинському хребту; на північному заході — з Чойським районом, на півночі межа проходить з Турачацьким районом по відрогах хребтів Сумультинському, Алтин-Туу, Момарги.
Хребти на території Улаганського району мають північно-західний і широтний напрям, висоти яких коливаються від 2500 до 3500 м над рівнем моря. Система Алтайських гір ділиться на декілька різних частин: Південний, Центральний, Північно-Східний і Північно-Західний. Територія Улаганського району відноситься до Східного Алтаю.

### Орографічна схема району
При розгляді орографічної схеми Улаганського району можна виділити 2 основних гірських системи, що розділяються р. Чулишман. Центральну частину району, на схід від річки Чулишман займає величезне за площею Чулишманське нагір'я з висотами від 1500 до 3110 м (гора Куркуребажі) і Улаганське плоскогір'я на захід від р. Чулишман з висотами від 2000 до 3446 м. Вершина Куркуребажі і інші вершини піднімаються вище за снігову лінію, які в наш час[коли?] лежать на висоті 2700-2950 м. Таким чином, орографію району складають хребти: на сході Шапшальський, на півдні - Чулишманський і Курайський, на заході хребет Тонгош, на північному сході — хребет Корбу. Шапшальський хребет із заходу переходить в обширне Чулишманське плоскогір'я, що розкинулося від Телецького озера до верхів'їв Чулишмана. Висоти його у Телецького озера до 2300 м біля озера Кіндчектич-Коль. На північному заході підноситься масив Сундрукіинтайга (2477 м), а середину плоскогір'я перегороджує масив Куркуребажі (3110 м), що змикається через хребет Єлобек-Кир (2756 м) з Шапшальським хребтом. На півдні підносяться хребти Кійтикуль (3066 м), Плоский (2801 м) і окремі масиви, іноді заввишки за 3000 м.
Шапшальський хребет — вододіл двох найбільших річкових систем. Зі східних схилів води течуть в басейн Єнісею, із західних — в басейн р. Чулишман, що несе свої води до Обі. Від гирла Башкауса до стику з хребтом Чихаєва протягнувся на 160 км в південно-східному напрямі Чулишманський хребет — вододіл двох крупних річок Башкауса і Чулишмана. Від 2000-2100 м на північному заході хребет знижується до південного сходу на 500-600 м, утворюючи невеликий Улаганський степ. Далі хребет набирає висоту, яка на стику з хребтом Чихачева йде за 3000 м. Майже в широтному напрямі тягнеться вододіл річок Башкаус і Чуя — Курайський хребет. Починаючись біля витоків Башкауса, він стіною відгороджує Східний Алтай протягом майже 130 км. Тут можна виділити поверхні стародавнього пенеплену. Стародавній пенеплен у вигляді високогірних рівнин є найхарактернішим типом рельєфу, що займає невеликі площі. Це округлі вершини Чулишманського, Улаганського плато. Тут широко поширені заболочені простори.

### Тектоніка
У тектоніці Улаганського району виділяють такі структури: Чулишманський антиклінорій, в рельєфі відповідний Чулишманському плоскогір'ю, Телецький горст на заході, Шапшальський антиклінорій, виражений в рельєфі Шапшальським хребтом, Башкауський синклинорій між Чулишманськими і Телецькими виступами, на заході частково заходить Уйменсько-Лебединський синклинорій. У тектонічному районуванні виділяють Східно-Алтайську структурно-формаційну зону, яка ділиться на Прителецьку підзону, Башкаусську і Чулишманську підзону, Уймено-Лебединську підзону, що входять в Алтайсько-Саянську складчасту систему і Саяно-Шапшальську структурно-формаційну зону у складі Західно-Саянської складчастої системи. Розповсюдження платформ Улаганського району тісно пов'язане з особливостями геологічної будови і тектонічними структурами, а також триразовим інтрузівним і багатогранним ефузійним магматичним циклом. 
В Улаганському районі представлені різні корисні копалини. З поліметалічних руд родовища міді знаходяться в Чибіті, кобальт і нікель зустрічаються у вигляді домішки по р. Башкаус і Чулишман. Ознаки золотого оруднення відомі в Прителецькій тайзі. В Улаганській улоговині, в Саратані по р.Башкаус, Чулишманському плоскогір'ї по р. Шавла зустрічаються свинець, цинк, мідь у верхів'ях р. Кара-Кудюр (притока Башкауса), молібденові родовища, відомі в південно-східній частині Улаганського нагір'я у верхів'ях річок Аргимаш і Іолду. Великий інтерес представляє район Курайського хребта, гірські породи якого містять кіновар, слюду і інші мінерали. У північній частині Курайського хребта знаходиться Акташське ртутне родовище жильного типу.

### Рельєф
Рельєф Улаганського району, як і всього Алтаю, було створено тектонічними рухами палеозойського віку, каледонською і герцинською складчастістю більше 600-300 млн років тому. Потім протягом мезозойського і неогенового періодів (145-70 млн років тому), він піддавався інтенсивному розмиву і до кінця неогену (10 млн років тому) представляв вже злегка горбисту поверхню, підняту в різних місцях на різні рівні. На рубежі верхнього неоген-четвертинного періоду (9 млн років тому) відбулися неотектонічні рухи, що віддзеркалилось у вертикальних тектонічних руха і локальному переміщенні окремих тектонічних структур. З їх рухами пов'язано відродження на новий рівень Шапшальського хребта, утворення Улаганської западини, грабена Телецького озера, Чейбокколя. Разом з рухами вертикального характеру в утворенні і ускладненні морфоструктур Алтаю певне місце належить надвігам. Геоморфологічний вираз надвігу в Курайській тектонічній зоні — це своєрідний уступ, який простежується уздовж південного схилу Курайського хребта на ділянках р. Акташ — Ярлиг-Сакти. В результаті новітніх тектонічних рухів неоген-четвертинного часу, стародавня пенепленизована поверхня була глибоко перетворена.

## Клімат
Клімат Улаганського району різко континентальний, з коротким спекотним літом і довгою холодною зимою. Взимку континентальне повітря з боку Монголії і Східного Сибіру, розтікаючись між хребтами Алтая, приносить з собою суху холодну і ясну погоду. Стійка антициклональна погода тут затримується впродовж 5-6 місяців.
Вплив повітряних течій, що поступають з Атлантичного океану, простежується на висотах більше 2000-3000 м. Зазвичай вони приносять опади, стримують літню спеку і підвищують температуру взимку. Для літа характерна відносно часта зміна погоди, обумовлена різким підйомом добре підігрітого місцевого повітря на велику висоту. Порівняно високі температури підтримуються інтенсивним надходженням сонячної радіації, пануванням повітря з боку Казахстану і Середньої Азії. 
Вплив холодного арктичного повітря нерідко відчувається літом, і особливо в перехідні сезони року. Арктика проявляє себе могутнім вторгненням холодного повітря, яке викликає різке падіння температури і навіть літні снігопади на перевалах і вершинах високих гірських хребтів.

### Опади
На території Улаганського району випадає 337 мм опадів на рік. Кількість днів з опадами коливається 41 день. Тривалість безморозного періоду в повітрі становить 52 дні, тоді як в низькогорних районах, наприклад в Чемалі 119, в Онгудаї — 87 днів. Тривалість періоду із стійким сніжним покривом 91 день. Середня висота сніжного покриву 8-10 см.

### Радіаційний баланс і сонячна радіація
Радіаційний баланс підстилаючої поверхні є різниця між приходом і витратою сонячної радіації. Величина радіаційного балансу становить 50-52 ккал/см². Величина віддзеркаленної радіації залежить від альбедо. В межах території району альбедо змінюється в широкому діапазоні: від 6-8 % на поверхні водоймищ до 60-70 % на льодовиках. Взимку в улоговинах становить 20-30%. Висота альбедо пов'язана з тривалим заляганням і чистотою поверхні снігу. Максимальне значення альбедо вранці й ввечері. На район припадає 110-120 ккал/см² сумарної радіації. Річна сума радіаційного балансу на території Улаганського району 32 ккал/см². Це високогірний район і радіаційний баланс зменшується в результаті збільшення віддачі тепла в атмосферу. Зміна радіаційного балансу протягом доби і роки зумовлює зміна температур, атмосферного тиску, швидкості вітру і інших метеорологічних елементів. Температура повітря на будь-якій території залежить від сонячної радіації, циркуляції атмосфери, характеру підстилаючої поверхні. Середня річна амплітуда температур в Улагані -5,6°С, у січні середня температура -24...26 °С, абсолютний мінімум в січні становить -30...32 °С. У липні середня температура +13...15 °С.

### Медико-кліматична характеристика
Улаганський район розташований між 50 і 51° пн. ш. — оптимальна медико-кліматична характеристика ультрафіолетового режиму (комфортний режим), максимальна полуденна висота Сонця 61-62° — надмірна біологічна активність Сонця (22 червня в день літнього сонцестояння), взимку (22 грудня), висота Сонця становить 14-15° — УФ-промені не досягають земної поверхні (УФ-дефіцит). Зміна полуденної висоти Сонця протягом року становить 47°.

## Ґрунти
На території Чулишманського нагір'я, що відноситься до високогірного поясу, широко поширені гірсько-тундрові дернові ґрунти. Ці ґрунти зосереджені головним чином у верхній частині високогірного поясу, розташовуючись вище за гірсько-лукові або гірсько-лісові ґрунти, вони займають схили і окремі різних форм вершини, а також річкові і льодовикові долини. Формуються ці ґрунти в умовах низьких температур (середньорічна температура приземного шару повітря — 5...6°С) і значного атмосферного зволоження (річна сума опадів 1000 мм і більш) під різними формаціями високогірної тундрової рослинності: моховою і лишайниковою, чагарниковою і яловецевою, трав'янисто-луковою, осоково-злаковою, луковою, під рослинними формаціями високогірної тундрової рослинності — щебнистої і кам'янистої тундри.
Ґрунтоутворюючими породами на позитивних формах рельєфу служать щебнисто-кам'янистий елювій і делювій протерозойських метаморфічних порід, слюдяних кварцитів й інших корінних порід різного складу. Тут же поширені гірсько-лукові альпійські і субальпійські ґрунти, а також вони зустрічаються у верхів'ях Башкауса на значному просторі. Перші найчастіше розвиваються на тепліших і менш зволожених південних схилах. Гірсько-лукові субальпійські ґрунти на відміну від гірсько-лукових альпійських розвиваються в нижній частині високогірного поясу в смузі контакту луків з темнохвойнимі лісами. 
На Улаганському плоскогір'ї в лісовій зоні вельми поширені гірсько-лісові бурі оподзолені ґрунти, що розвиваються також у верхній частині гірсько-лісової зони Чулишманського плоскогір'я. Клімат в районі розповсюдження гірсько-лісових бурих оподзолених ґрунтів стає більш континентальним і вирішальне значення в розподілі ґрунтів по рельєфу набуває експозиція схилів. У поясі розповсюдження гірсько-лісових бурих оподзолених ґрунтів переважають зеленомошні, зеленомошно-різнотравні типи лісу, рідше різнотравні. У верхній межі лісу на північних схилах формуються у вигляді вузької смуги лісотундрові трав'янисті тривало--сезонно-мерзлоти, глибоко-гумусні ґрунти. Профіль цих ґрунтів сильно промерзає і часто не відтає до закінчення вегетаційного періоду. У середній частині Башкаус вузькою смугою протягуються гірсько-лісові чорноземоподібні вилужені середньо- і малопотужні ґрунти. Тут добре розвинений трав'янистий ярус паркових модринових лісів. Розкиданими плямами зустрічаються гидроморфні болотні ґрунти, що формуються переважно в депресивних формах рельєфу, в умовах надмірного групового або поверхневого зволоження, представленого торфянисто-глеєвими і торф'яними ґрунтами. 
У річкових долинах розвинені гірсько-каштанові малопотужні у поєднанні з луками ґрунти, також у низов'ях Чулишмана — заплавно-лукові ґрунти.

## Рослинність
Різноманітність рослинного світу Улаганського району обумовлена контрастністю рельєфу, клімату і ґрунтів, а також положенням на стику різних біогеографічних провінцій. Тут виділяється гірсько-степова рослинність, що відноситься до монголо-китайської формації, яка розповсюджується в міжгірській Улаганській улоговині, по долині Башкауса в його середній течії, і по долині Чулишмана в його нижній течії, гірсько-тайгову, поширену по всьому середньогір'ю. Вона входить до складу Урало-Сибірської формації і альпійсько-лукову, а також гірсько-тундрову з Алтайсько-Саянської формації, яка характерна для Чулишманського плато і Шапшальського хребта. Ландшафт степів складається з густого і пишного різнотрав'я: анемони, горицвіту сибірського, герані; із злаків — ковила, мятлік степовий і ін. Лісова зона — найпоширеніший тип ландшафту. В основному зустрічаються модринові і кедрово-ялинові ліси. Заселена територія становить близько 52 % всієї площі і збільшується з південного сходу на північний захід. До вертикальної зональності схильний і видовий склад деревних порід. Вузька смуга на межі лісу і гольців зайнята чагарниковою рослинністю, яка змінюється прорідженими низькорослими кедровими лісами, перехідними в суцільну кедрову тайгу в середньому і нижньому поясі з домішкою ялиці, в басейні річки Чулишман у верхній пояс лісів входить модрина. Середній пояс лісів (до 1400-1500 м) на Прителецькій ділянці представлений кедрово-ялицевими і кедровими лісами. Нижній пояс до висоти 800-1000 м представлений змішаним лісом (береза, осика, кедр, ялиця, сосна, горобина, тальник, черемха і ін.). У нижньому поясі на видовий склад впливає експозиція схилу, на південних схилах росте береза, сосна, модрина, на північних - кедр, ялиця, осика.
Різноманітна і багата чагарникова рослинність лісової зони. Серед них аґрус, порічки червоні, смородина чорна, шипшина, жимолость, ялівець і ін. Своєрідними супутниками лісової зони є великі лукові галявини, вони зайняті густими і соковитими високотравними луками, у складі яких переважають живокість висока, володушка золотиста і ін. 
Високогірний пояс Алтаю утворює субальпійські і альпійські луки, тундри і болота, де поширені ялинники: мохові, лишайниково-мохові, мохово-трав'яні. Субальпійські високогірні луки є переходом від гірського рідколісся до альпійських луків. Тут широко поширені луково-лісові трави з жівокості, зніту, іван-чаю. Чагарники субальпійського поясу з карликової берези і верби утворюють щільний ярус у поєднанні з розрідженими групами дерев поблизу верхньої межі лісу. В цілому багата і різноманітна флора налічує 1477 видів вищих (судинних) рослин, виявлених дотепер і близько 300 видів лишайників. Списки представників грибів, водоростей і мхів ще недостатньо вивчені. 
Рослинний світ детально вивчається на території Алтайського державного заповідника, що займає половину території району. 

## Фауна
Тваринний світ Улаганського району багатий і різноманітний. Тут мешкає понад 70 видів ссавців, серед яких велика кількість мисливсько-промислових видів з високою щільністю. На території району мешкають марали, сарни, кабарга, сибірський гірський цап, кабан і ін. Тут багато хижих звірів: ведмідь, вовк, лисиця, росомаха, борсук, соболь, американська нірка, горностай, рись. Рідше зустрічаються степовий тхір і солонгой. Велика різноманітність птахів. Разом із залітними зареєстровано перебування 323 види з різних загонів.

## Природні території під охороною
На території Улаганського району є 16 об'єктів, що особливо охороняються. І ще безліч територій, що мають місцеве значення.
В Улаганському районі знаходяться 3 категорії з 4-х територій і об'єктів Республіки Алтай, які відповідають рекомендаціям, розробленим Комісією Міжнародного союзу охорони. 
- Категорія 1. Природні заповідники — це ділянки землі, або обмежені в просторі території, на яких дотримується збереження природи і природних процесів в непорушеному стані як екологічно Репрезентативного природного середовища. Заповідники — своєрідний науковий і освітній полігон. Функціонування цих території передбачає підтримка біологічних ресурсів в поєднанні вивченням фонових характеристик природного середовища і довготривалим моніторингом. До цієї категорії на території Улаганського району віднесений Алтайський державний заповідник;
- Категорія 2. Заповідники і зона спокою. Заповідники забезпечують необхідні умови для збереження флори і фауни. В рамках заповідників допускається контрольовані використання природних ресурсів, таких територій в Улаганському районі немає;
- Категорія 3. Пам'ятники природи. Це локальні ділянки або окремо взяті природні об'єкти, збереження яких обумовлене значимістю для наукових, рекреаційних, естетичних і культурних цілей. До цієї категорії на території Улаганського району віднесені перевали, водоспади, підземні джерела, озера і ландшафтні ділянки — джерело Чулишманське, Чибітське джерело, Чулишманська ландшафтна ділянка, моренна у селі Чибіт, Красні ворота, урочище Пазирик, водоспад Ачепманський, озера Кок-Коль, Сарушу-Коль, Бланду-Коль, Джулуколь, Чейбекколь, Узун-Коль;
- Категорія 4. Території, що отримали статус Всесвітньої спадщини ЮНЕСКО — унікальні природні і культурні об'єкти, відібрані за уявленням країн, що є учасниками Конвенції про Світову спадщину. До цієї категорії в 1998 р. віднесені на території Улаганського району Алтайський заповідник і Телецьке озеро.

## Економіка
Основні види виробництва в районі: кольорова металургія, лісозаготівля, деревопереробка, м'ясне скотарство, козівництво, вівчарство, конярство, садівництво, збір лікарсько-технічної сировини.
Акташське гірничо-металургійне підприємство є в наш час[коли?] єдиним в Росії виробником металевої ртуті.
Населення в скрутних умовах вирощує велику рогату худобу, з наявності кіз і виробництву пуху район займає друге місце в Республіці Алтай.